# Підсилювач звукових частот

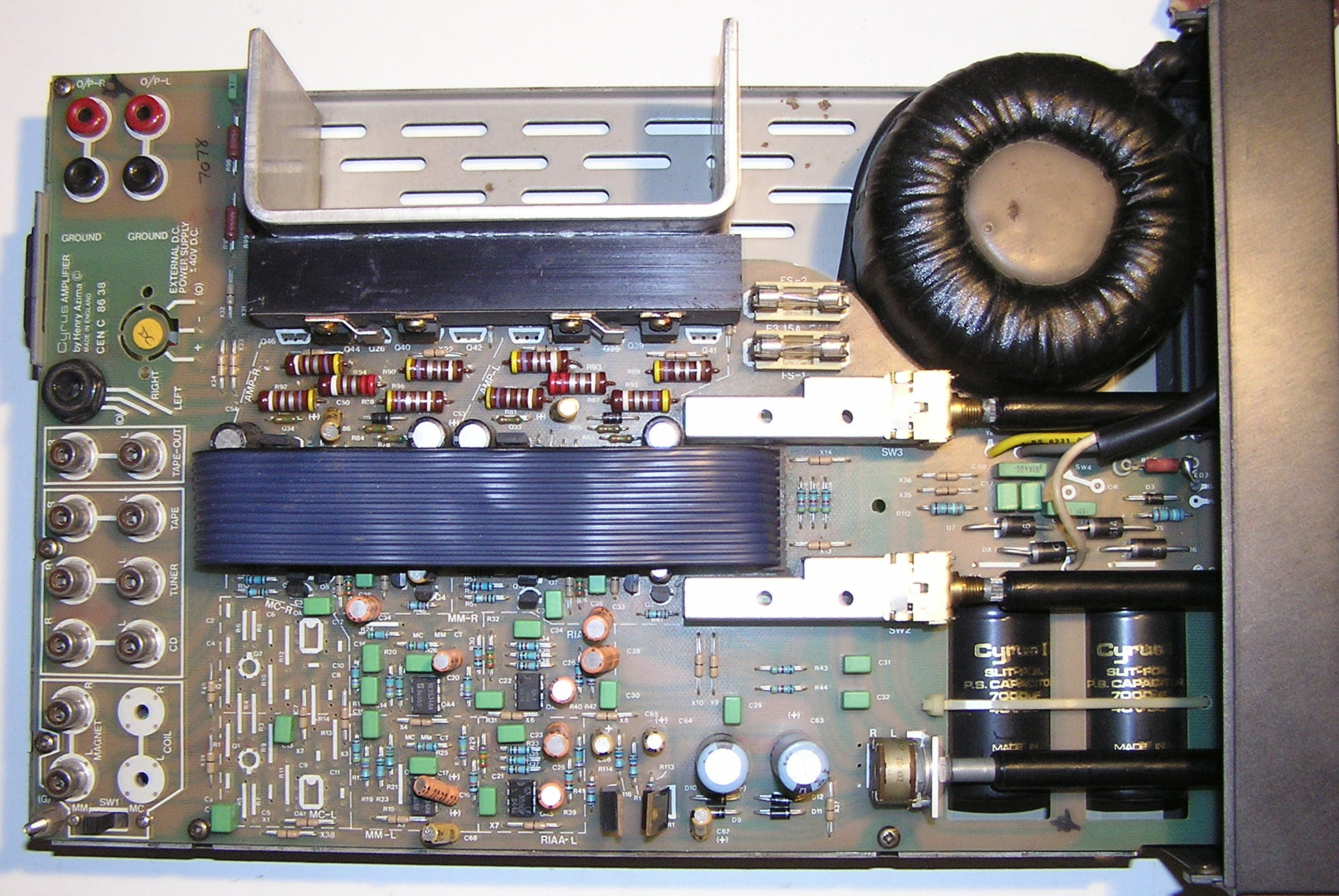
Низькочастотний підсилювач Mission Cyrus 1

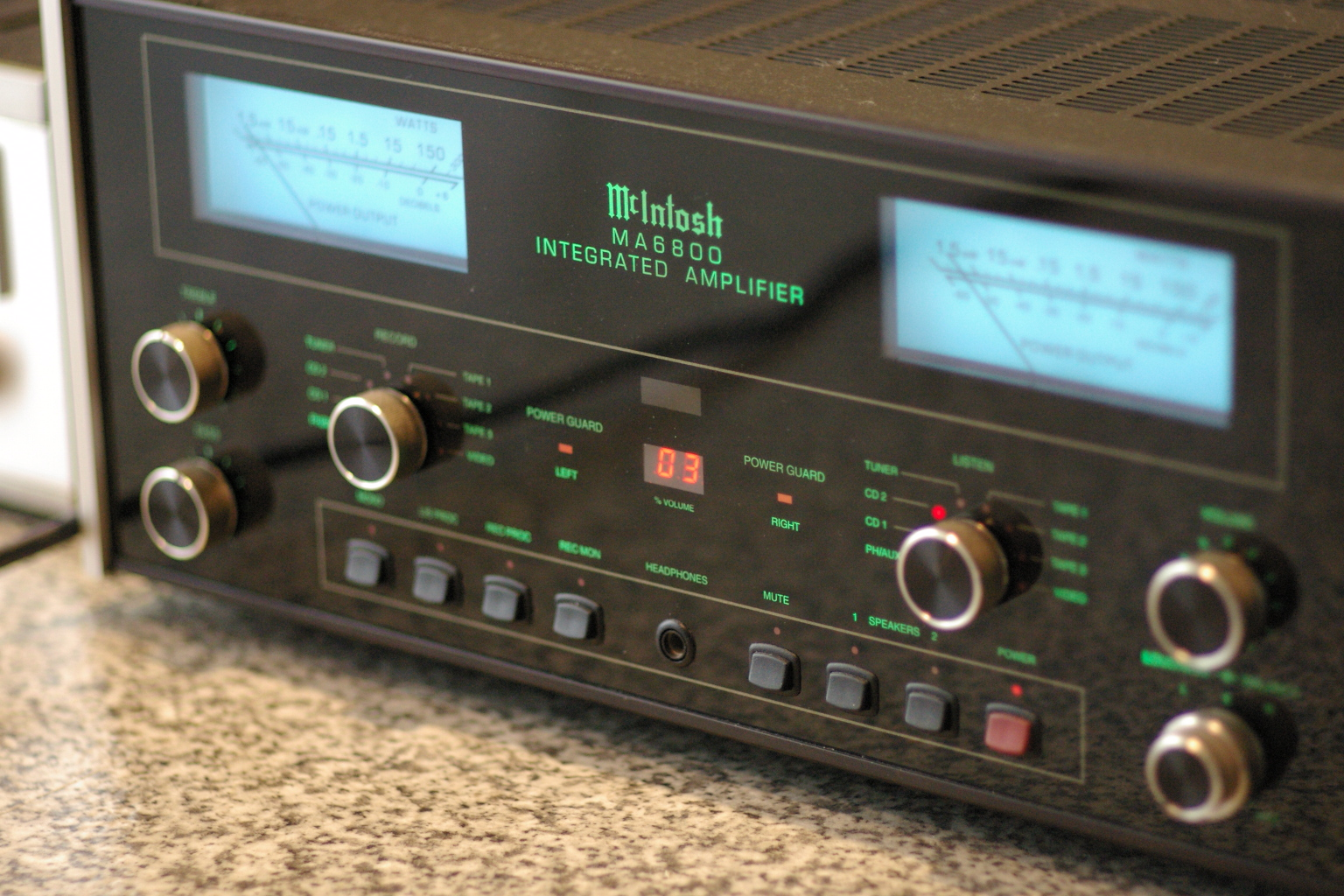
Підсилювач McIntosh MA6800

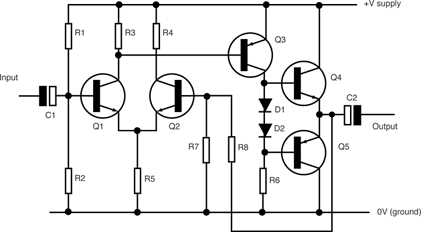
Схема простого двотактного підсилювача класу В з диференціальним каскадом на вході

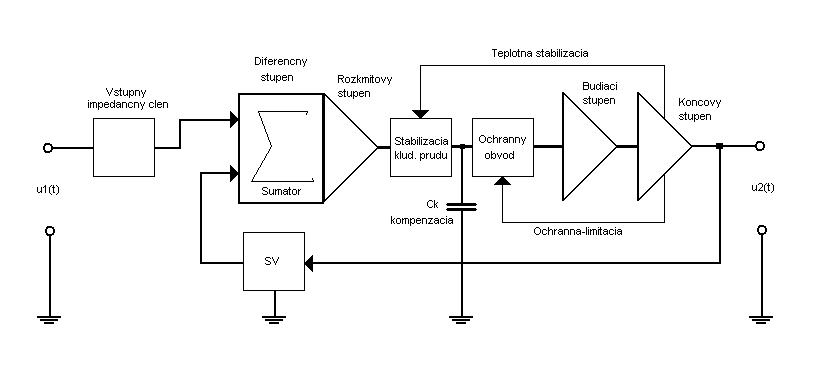
Блок-схема підсилювача з багатоконтурним зворотнім зв'язком.

Підси́лювач звукови́х часто́т (ПЗЧ) (підсилювач низьких частот (ПНЧ), англ. audio amplifier, пол. wzmacniacz muzyczny) — електронний підсилювач, що підсилює малопотужні електричні сигнали звукового діапазону (від 20 Гц до 20 кГц, що відповідає діапазону чутих людиною акустичних коливань) до рівня, необхідного для роботи акустичних систем або гучномовців і є кінцевим активним елементом в системі отримання, обробки та підсилення звукового сигналу.

## Основні параметри
Основними параметрами підсилювачів є такі:
- амплітудно-частотна характеристика (клас Hi-fi вимагає АЧХ з відхиленням не більше -1,5 дБ в діапазоні 40-16000 Гц);
- відношення сигнал/шум (до 105 раз);
- рівень нелінійних спотворень (не більше 1 % для апаратури класу Hi-Fi);
- рівень інтермодуляційних спотворень (не більше 3 % для апаратури класу Hi-fi);
- номінальна потужність, (Root Mean Squared, RMS) — середньоквадратичне значення електричної потужності, обмеженої заданим рівнем нелінійних спотворень (для високоякісної апаратури — від близько 100 Ват і більше).
- максимальна потужність — потужність при відтворенні синусоїдального сигналу в заданому діапазоні частот (звичайно 1кГц), при якій спотворення вихідного сигналу не перевищують вказаний рівень.
- опір акустичних систем (зазвичай 4 або 8 Ом).

Для високоякісної апаратури важливими параметрами також є:
- розподіл спектру нелінійних спотворень (спотворення в високочастотній частині спектру є значно помітнішими);
- коефіцієнт демпфування динамічних головок акустичної системи (демпфування забезпечується здатністю підсилювача протидіяти інерційному руху підвісної системи головки з дифузором).

Розподіл спектру нелінійних спотворень транзисторних підсилювачів є традиційно високим в високочастотній частині спектру. Це пов'язано з специфікою роботи транзисторів. Існують схемотехнічні рішення (глибокий від'ємний зворотній зв'язок, використання емітерних резисторів в каскадах з комплементарними парами та збільшення вхідного опору вихідного каскаду, застосування джерела струму, як джерела сигналу для вихідного каскаду та підтримання струму холостого ходу вище 50 мА), які дозволяють уникнути цього ефекту.
Ефективне демпфування динамічних головок забезпечується зниженням вихідного опору підсилювача. Для цього також використовують з'єднувальні провідники від підсилювача до акустичної системи значного перетину (до кількох квадратних міліметрів для потужних підсилювачів). Ефективне демпфування також досягається спеціальним схемотехнічним рішенням, при якому вихідний динамічний опір підсилювача стає від'ємним.
В залежності від режиму роботи вихідного каскаду підсилювача, розрізняють класи підсилювачів A та B та похідні від них класи.

## Поділ підсилювачів
- Однотактні та двотактні. В однотактному підсилювачі весь сигнал підсилюється протягом одного періоду провідності підсилювального елемента. В двотактному підсилювачі спочатку додатна півхвиля сигналу підсилюється протягом половини періоду, а протягом іншої половини періоду — від'ємна.
- Клас роботи вихідного каскаду. Розрізняють підсилювачі класу A, B, C, D та гібридних класів.

## Класи роботи вихідного каскаду підсилювача
1. A — підсилювачі, у яких весь сигнал підсилюється однією лампою або транзистором, використовуються в малопотужних каскадах, мають ККД близько 25 % і забезпечують найменший рівень нелінійних спотворень. Теоретично найвищий ККД вихідного каскаду класу А (близько 50 %) можливий лише при максимальній амплітуді вихідного сигналу. На практиці ж максимальний ККД складає до 20 %. Тобто, для того, щоб віддати 1 Ват потужності в акустичну систему необхідно 4 Вати виділити у вигляді тепла. Через проблеми з відведенням тепла, напівпровідники не знайшли свого застосування в цьому класі, на відміну від електронних ламп, які й досі широко використовуються. Існують методи підвищення ефективності вихідного каскаду класу А засновані на використанні динамічного керування струмом спокою або напругою живлення, однак такі методи не здобули широкого поширення.
2. B — в цьому класі вихідний каскад побудований на двох лампах або транзисторах. Під час підсилення гармонійних сигналів період пропускання окремого елемента рівний 90°. Такий режим генерує велику кількість нелінійних спотворень через складності перемикання з одного елемента на інший, однак ККД каскаду значно збільшується. На топології цього класу побудовані 99 % усіх промислових підсилювачів звукової частоти.
3. AB — підсилювачі, що працюють на двох лампах або транзисторах, за тим же принципом, як і класу B, однак поле дії обох транзисторів взаємно перекривають одне одного, що дозволяє зменшити кількість нелінійних спотворень, водночас у порівнянні з класом A, підсилювачі цього класу мають вищий ККД.
4. C — працюють при напрузі зсуву більшій, ніж напруга запирання, і амплітудою сигналу, яка не перевищує напруги зсуву. У такому режимі транзистор проводить тільки верхню частину позитивної напівхвилі, що приводить до більших спотворень сигналу. Цей клас не придатний для використання як підсилювач звукової частоти, але часто застосовується в схемах генераторів і множників частоти (завдяки багатому набору гармонійних складових вихідного струму). Така схема характеризується високим ККД (близько 85 %).
5. D — імпульсні (цифрові) підсилювачі. На базу транзистора (напруга зсуву якої повинна бути більше напруги запирання) подається послідовність імпульсів, що пройшли широтно-імпульсну модуляцію сигналом, який необхідно підсилити. Ця послідовність відмикає й замикає транзистор, змушуючи його працювати в режимі ключа. Значення ККД для цього класу становлять близько 90 %; пояснюється це малим часом роботи транзистора на лінійній ділянці характеристики, що дозволяє зменшити втрати на нагрівання. Однак такий спосіб підсилення звукового сигналу вимагає застосування низькочастотного фільтра на виході підсилювача. Через значні струми, що протікають через фільтр, та великі його розміри, потужність таких підсилювачів була незначною. З появою швидких потужних напівпровідників з'явилась можливість підняти несну частоту ШІМ та зменшити розміри і вартість вихідного фільтра. Саме завдяки цьому останнім часом зріс інтерес до підсилювачів цього класу.
6. G  — Клас G є удосконалення основної конструкції підсилювача класу АВ. Клас G використовує кілька шин живлення різної напруги і автоматично перемикається між ними відповідно до зміни вихідного сигналу. Дискретне перемикання між шинами живлення дає змогу підвищити загальний ККД підсилювача.
7. H — каскад такого класу розроблявся для підвищення ККД. Основні результати досягаються способом подібним до класу G, але замість переключення між набором шин живлення, тут підсилювач класу Н підлаштовує напруги живлення під потреби навантаження. В цьому класі не потрібне ускладнення у вигляді додаткового каскаду, але принцип керування напругою джерела є доволі складним. Таке рішення було втілено фірмою Philips в 1998 році запропонувавши ринку інтегральну мікросхему ПЗЧ типу TDA1562Q, в якій крім вихідного каскаду типу B (потужність до 18 Вт/4 Ом) реалізований і клас Н (потужність до 70 Вт/4 Ом). Вихідний каскад класу Н вмикається при великих амплітудах вихідного сигналу, а також при температурі кристалу менше 120°С. Вихідні каскади такого класу використовуються в сценічному обладнанні (до прикладу, в лінійці сценічних підсилювачів Yamaha), де довготривала надійність є основним критерієм.
8. T — клас який поєднує малу кількість нелінійних і гармонічних спотворень класу АВ з ефективністю класу D. Технологія класу T була винайдена в 1995 році компанією Tripath. Хоча Tripath закрила архітектуру чипу патентами, відомо, що доступні на даний час реалізації використовують зворотний зв'язок, схожий на високого порядку сігма-дельта модуляцію, з внутрішнім генератором частоти, щоб контролювати сигнал з компаратора. Два ключових аспекти цієї топології: а) зворотний зв'язок взято з комутаційного вузла, а не фільтрованого виходу, і б) порядок зворотного зв'язку передбачує набагато вищий коефіцієнт підсилення контуру на високих частотах, що не можливо в звичайному підсилювачі. Пік популярності до підсилювачів Tripath припав на другу половину 2000-х. Банкрутство компанії в 2007 році знову привернуло увагу до Т-класу, а на сьогодні його підтримують вироби китайських виробників, основним чином завдяки своїй надзвичайно низькій ціні приблизно 40-60 $ за підсилювач.[1] Цей клас став основою для розвитку класів TD (Lab.gruppen), J (Crown Interntional), Z (Zetex).